# Negativkonferenz
Die Negativkonferenz ist eine Kreativitätstechnik zur intuitiven Ideenfindung. Sie stellt die Umkehrung des klassischen Brainstormings dar, indem die Teilnehmer nicht nach Lösungen für ein Problem, sondern umgekehrt nach Problemen suchen. Dabei ist es erlaubt, zu einem bestimmten Sachverhalt bestehende oder potentielle Fehler, Schwachstellen, Störungen, Kritikpunkte und andere negative Merkmale deutlich oder sogar übertrieben hervorzuheben und neue Probleme und Schwierigkeiten zu erfinden. Als Ergebnis erhält man so verschiedene negative Szenarien, für welche die Teilnehmer in einem weiteren Schritt der Ideenfindung neue Lösungen erarbeiten können, etwa in einem Brainstorming. Die Methode eignet sich besonders gut, um ein Alleinstellungsmerkmal zu erarbeiten.